# Biedersee (Adelsgeschlecht)

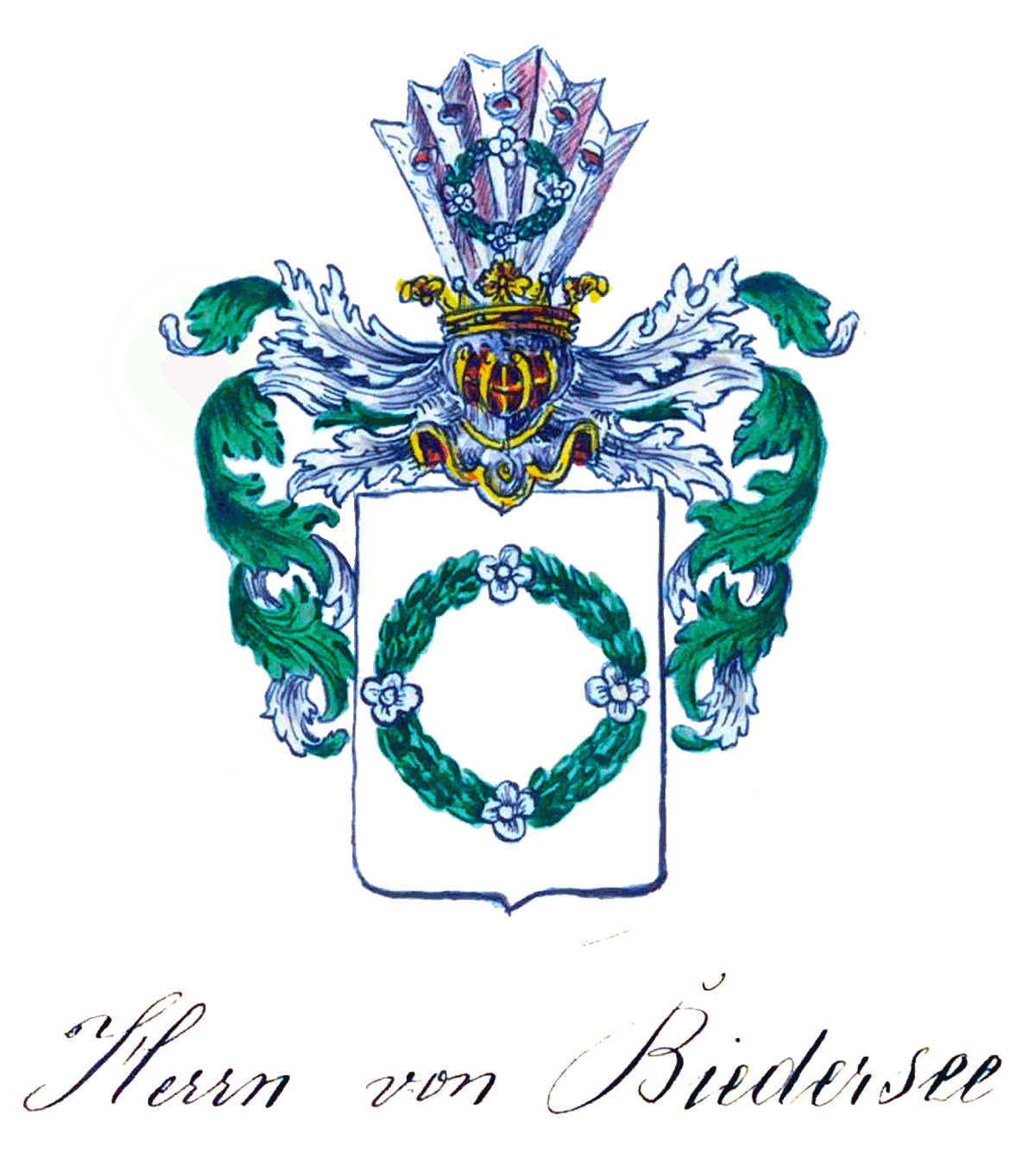
Spätes Stammwappen derer von Biedersee (1816)

Biedersee (auch  Biedersehe) ist der Name eines Adelsgeschlechts aus dem Gebiet des heutigen Bundeslandes Sachsen-Anhalt, das aus einer nicht namentlich überlieferten alten adeligen Familie mit Sitz westlich von Halle an der Saale hervorging. Diverse Mitglieder der Familie hatten Ämter in preußischen und anhaltischen Diensten inne.

## Geschichte
Der Name leitet sich vom einstigen Wohnsitz „bei der See“ ab, vermutlich in der Nähe des Petersbergs beim Ort Beidersee/Morl gelegen. Die nicht namentlich überlieferte, ursprünglich im hallischen Raum ansässige, alte Adelsfamilie wurde ab dem 14. Jahrhundert mit dem Namen Biedersee erwähnt. Werner, Hans und Heinrich von Biedersee treten urkundlich 1391 auf. 1393 besiegelte Heide (Heidenreich) von Biedersee eine Urkunde. Gleiches tat Evert von Biedersee im Jahr 1412.
1466 war Friedrich von Biedersee Zeuge für Fürst Bernhard von Anhalt. Später erscheinen Mitglieder des Geschlechts als Geheimräte, Pagen, Hofräte, Militärs, Gesandte und Regierungspräsidenten für verschiedene Dienstherren. 1645 wurde Matthias von Biedersee in die Fruchtbringende Gesellschaft aufgenommen. Für Victor Friedrich Gottlieb Freiherr von Biedersee scheint um 1817 eine Erhebung in den preußischen Freiherrnstand stattgefunden zu haben.
Das Geschlecht wird in manchen Quellen als im 19. Jahrhundert erloschen aufgeführt, was aber unbelegt ist. So erscheint 1852 ein Rittergutsbesitzer Louis von Biedersee zu Ilberstedt, der an den Besitzer der dortigen Zuckerfabrik, den Kupferschmied F. A. Römer zu Bernburg und Genossen, aktenkundig ein Ackerstück, das Krosigk´sche Gewende genannt, abtrat, 1854 lebte ein Fräulein Aurora von Biedersee in Berlin, und noch 1945 lebten Namensträger in Ilberstedt.

## Besitz

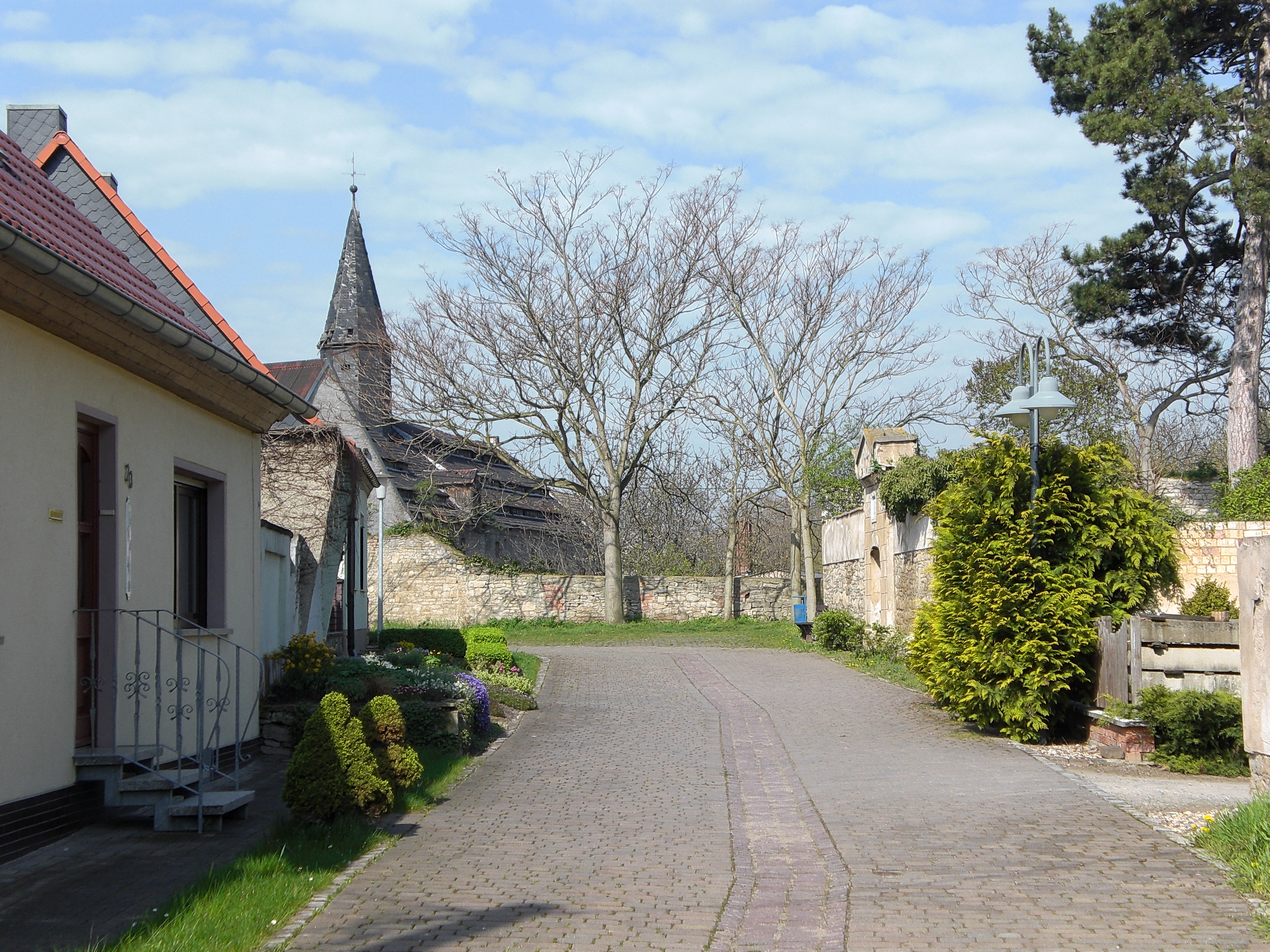
Straße in Bullenstedt, im Hintergrund links alte Gebäude des Gutshofes

Vertreter der Familie Biedersee siedelten sich in der zweiten Hälfte des 15. Jahrhunderts in der Nähe des späteren Leopoldshall (heute Staßfurt) an. In Staßfurt ist das Wappen der Familie auf dem Stadtpalais von Werdensleben (ehemaliges Rathaus) über der Eingangstür zu finden. Im 16. Jahrhundert wurde die dortige Familie mit einem freien Sattelhof in Edderitz und drei Rittergütern in Ilberstedt belehnt, die als Ober-, Mittel- und Unterhof bezeichnet wurden. Außerdem erwarb die Familie 1710 das nahegelegene Gut in Bullenstedt als Lehen von Anhalt-Bernburg. Andere Zweige erwarben Rittersitze in Ballenstedt. 
Im Jahr 1786 fiel der Oberhof als erledigtes Lehen an die Landesherrschaft zurück. Den Mittelhof veräußerte die Familie von Biedersee 1792 an den Kriegs- und Domänenrat Braunbehrens zu Halberstadt. 1833 gelangte auch dieses Gut in den Besitz des Fiskus und wurde mit dem Oberhof zur Domäne Ilberstedt vereinigt. Nach dem Tod von Ottomar von Biedersee (1848–1926) erfolgte die Teilung des in Ilberstedt und Bullenstedt verbliebenen Grundbesitzes auf dessen Söhne Oskar und Erich, die bis zur Enteignung 1945 Eigentümer blieben. Oskar von Biedersee lebte
bis zu diesem Zeitpunkt mit seiner Familie auf dem Gutshof in Ilberstedt.

## Wappen
Blasonierung des späten Stammwappens: In Silber ein grüner Laubkranz, belegt mit einem aus vier silbernen Rosen gebildeten Kreuz. Bekrönter Helm mit einem Bund aus fünf weißen Pfauenfedern, darauf erneut der Kranz. Helmdecken silbern-grün.
Dieses Wappen bildete sich erst im Verlauf des 15. Jahrhunderts heraus. Zuvor zeigten die Siegel verschiedener Familienmitglieder andere Wappen. Die 1391er Siegel von Wener, Hans und Heinrich von Biedersee zeigen ein altdeutsches E (für ihren mutmaßlichen Vater Evert?), das an sechs Ecken mit einem Tannenreisern besteckt ist. Heide von Biedersees Wappen dagegen ein altdeutsches H (für Heide?) in einem ringsum mit pfeilartigen Blättern besetzten Kreis. Das Siegel von Evert von Biedersee von 1412 wiederum zeigt einen Ring, der ringsum mit Tannenreisern besetzt ist. Aus dieser Form scheint sich schließlich das spätere Stammwappen mit dem Laubkranz entwickelt zu haben.

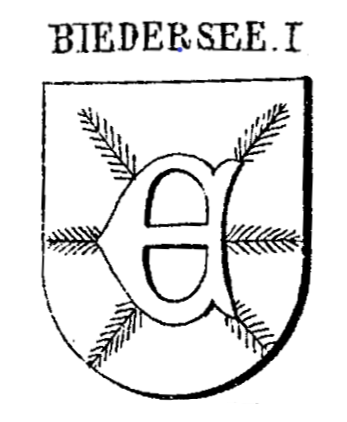
Wappen in den Siegeln von Werner, Hans und Heinrich von Biedersee von 1391 in Siebmachers Wappenbuch (1884)
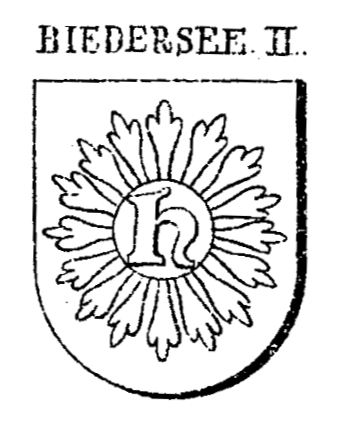
Wappen im Siegel des Heide von Biedersee von 1393 in Siebmachers Wappenbuch (1884)
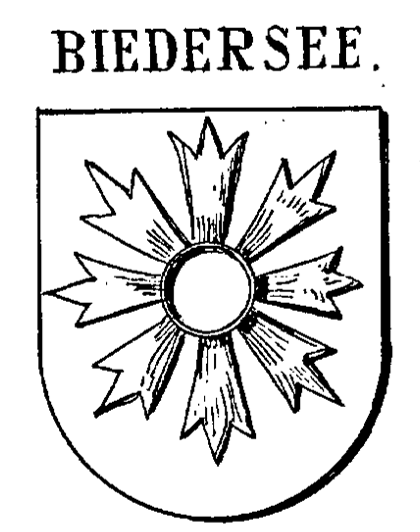
Wappen im Siegel des Heide von Biedersee von 1398 in Siebmachers Wappenbuch (1905)
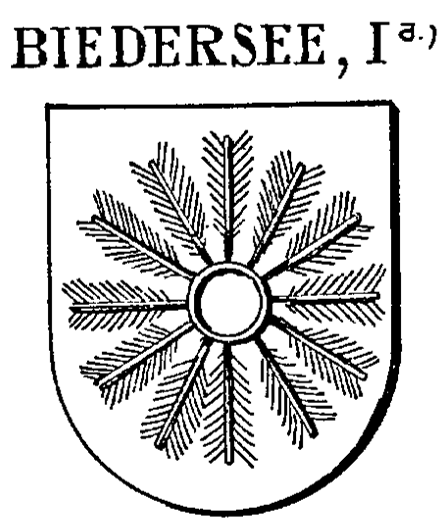
Wappen im Siegel des Evert von Biedersee von 1412 in Siebmachers Wappenbuch (1905)
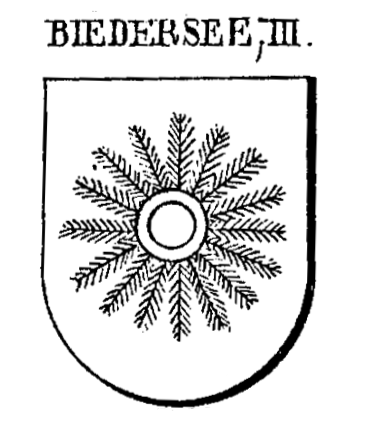
Wappen im Siegel des Evert von Biedersee von 1412 in Siebmachers Wappenbuch (1884)
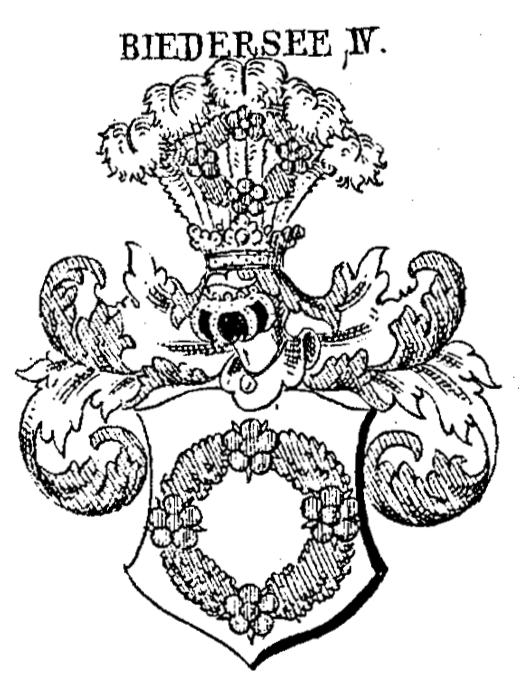
Spätere Wappenvariante IV in Siebmachers Wappenbuch (1884)

## Stammbaum (Auszüge)
Die bei Johann Christoph Becmann 1710 erwähnte Stammliste beginnt mit einem Hans von Biedersee, der fünf Söhne (Eberhard, Friedrich, Heido, Albrecht und Hans) hatte, die großteils keine Erben hinterließen.
- Friedrich von Biedersee, Zeuge in einem Revers Fürst Bernhards VI. von Anhalt mit dem Erzbistum Magdeburg 1466
- Heido von Biedersee, bei Bernburg, erwähnt um 1464
  - Hans von Biedersee
  - Lucas von Biedersee zu Ilberstedt, 1506 belehnt mit einem freien Hof in der neuen Stadt zu Bernburg durch Fürst Woldemar zu Anhalt-Köthen
    - Martin von Biedersee; ⚭ N.N. von Königsmarck
      - Martin von Biedersee; ⚭ Felicitas von Henen
        - Adam von Biedersee zu Ilberstedt; ⚭ (1) N.N. von Schlegel; ⚭ (2) Anne Sophie Treusch von Buttlar
          - August Bernhard von Biedersee (* April 1637 in Ilberstedt; † 31. Mai 1707 ebd.), 1649 am Hof Fürst Christian II. von Anhalt-Bernburg, sodann Page des Prinzen Karl Ursinus von Anhalt-Bernburg (1642–1660) auf Reisen in Italien, Sizilien und Malta bis zu dessen Tod in Parma, und mit der Überführung des Leichnams nach Bernburg betraut; dann Hofmeister für Fürst Viktor I. Amadeus; ab 1666 Militär im kur-brandenburg. Regiment Schierstätt zu Pferd; dann im schwedischen Regiment von Kunßdorff; Hofmeister in den Niederlanden, Gesandter in Hannover, Bamberg, Münster; kaufte einen Rittersitz in Ballenstedt; ⚭ (1) N.N. von Halcken; ⚭ (2) Juli 1676 Barbara von Börstel, geb. von Stammer
            - Victor Friedrich Gottlieb von Biedersee (1817) (aus 2) Victor Friedrich von Biedersee, Rittersitz in Ballenstedt
              - Martin von Biedersee, Preußischer Geheimer Rat, und 1732–1734 Gesandter Preußens am Hof von Dänemark
                - (?) Carl Friedrich Wilhelm von Biedersee (* 1715 Ballenstedt; † 21. Oktober 1790 in Magdeburg) Regierungsrat ebd.; ⚭ N.N. von Boerstel († 27. April 1804 Halberstadt)
                  - Victor Friedrich Gottlieb von Biedersee (1747–1819), war 1782–1799 Vizepräsident der Königsberger Regierung, dann bis 1806 Regierungspräsident des Halberstädtischen Consistoriums, Präsident Appellationshof Kassel, 1813 Präsident der Regierung in Erfurt; 1817 Chef-Präsident des Königl. Preußischen Oberlandesgerichts zu Halberstadt; vermutlich Freiherr; ⚭ Louise von der Groeben
                    - Aurora von Biedersee (lebt 1854 in Berlin)

                  - Sophie Wilhelmine Dorothea von Biedersee (1757–1830); ⚭ Philipp von Ivernois, preußischer Generalmajor
                  - (?) Sophie Dorothea Friederike von Biedersee (* 6. März 1763; † vor 24. Februar 1798); ⚭ 16. November 1783 Johann Franz Georg Bogislaf von Glasenapp (1743–1799), Herr auf Bärwalde, preußischer Oberstleutnant[7]
                    - Johann Albrecht Wilhelm Ernst Louis von Glasenapp (1786–1847), Hauptmann
                    - Friedrich Heinrich Bogislaf von Glasenapp (* 6. Januar 1788 in Bullenstedt; † 1859 in Steinau), Major

                  - Adolphine Henriette Eleonore Sophie von Biedersee (* 28. März 1764 in Berlin; † 3. April 1820 ebenda); ⚭ (I) Wilhelm Heinrich Jakob von Meyerinck (* 23. August 1755; † 23. November 1792); ⚭ (II) 25. Februar 1795 in Magdeburg Feldmarschall Ludwig Karl von Kalckstein[8]
                    - aus (I): Heinrich Eugen von Meyerinck (1786–1848), Oberforstmeister in Stettin

                  - (?) N.N. von Biedersee, preußischer Major, Rendant des Salzwerks zu Staßfurt; vermeintlich letzter männlicher Namensträger[9]

            - (aus 2) August Leberecht von Biedersee, Rittersitz Ilberstedt

    - Melchior von Biedersee
      - Georg von Biedersee
        - Albrecht von Biedersee
          - Georg-Heinrich von Biedersee, Erbsasse auf Ilberstedt (†vor 1647); ⚭ Sybille Wittib von Lampen († 18. Juli 1664 in Staßfurt)[10]
            - Louise Sybilla von Biedersee; ⚭ 1647 Jordan von Werdensleben auf Staßfurt und Brumby
            - Vollrath von Biedersee, Erbsasse zu Ilberstedt (* Februar 1623; † 24. Oktober 1677 in Staßfurt); ⚭ (1) Staßfurt 16. Februar 1657 Barbara Katharina von Raschke; ⚭ (2) Staßfurt 30. Oktober 1663 Ursula Elisabeth von Esebeck, Tochter des Bürgermeisters Burkard v. E. und der Rosina von Spitznase[11]
              - Hennig Philipp II. von Stammer (1746) Philippina Catharina von Biedersee (* 8. Dezember 1666 in Ilberstedt; † 14. November 1717 in Grabow); ⚭ 1682 Henning Philipp von Stammer (* vor 1661; † 1. September 1691 in Staßfurt)[12]
                - Elisabeth Anna Marie von Stammer (* 1684 Wörmlitz; † 26. September 1732 Grabow); ⚭ 6. Oktober 1702 Hans Christoph von Wulffen (1671–1720), Erb- und Gerichtsherr auf Schloss Grabow
                  - Werner Philipp von Wulffen (1710–1752); ⚭ 1739 Auguste von Rauchhaupt
                    - Johanna Auguste Antoinette von Wulffen (1748–1826); ⚭ 1784 Bernhard Alexander Gottfried von Schmettau[13]

                - Henning Philipp II. von Stammer (* 1691; † n. 1746); ⚭ 1716 Maria Elisabeth von Lattorff
                - Philippine Dorothea von Stammer (1685–1731); ⚭ Kuno Wichmann von Wulffen, Erbherr auf Ziegelsdorff, Stresau und Riezel

              - Christoph von Biedersee und Volrat-Henrich von Biedersee
              - Georg Burchard von Biedersee, Erbherr auf Staßfurt und Ilberstedt; ⚭ Wittib von Esebeck († 9. Mai 1730 in Staßfurt)
                - Albertine Marie von Biedersee; ⚭ Henning Alexander von Kleist

              - Friedrich Sigismund von Biedersee
                - Dorothea Eleonora Elisabeth von Biedersee; ⚭ 8. Jan. 1729 Friedrich Ludwig von Grevenitz

          - Matthias von Biedersee, 1645 aufgenommen in die Fruchtbringende Gesellschaft als „der Niederlegende“